# 千葉県道406号八千代印旛栄自転車道線

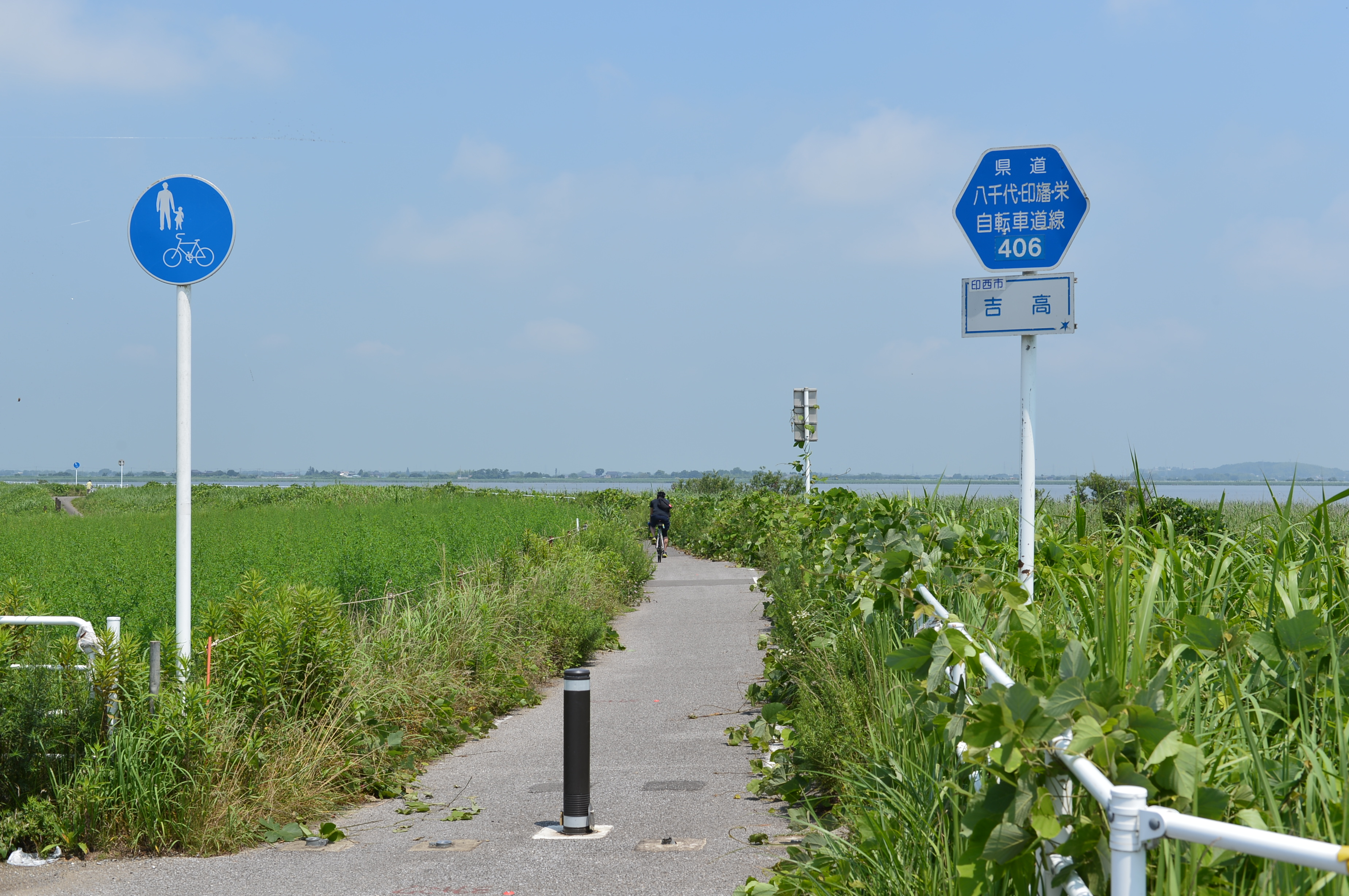
千葉県道406号八千代印旛栄自転車道線・印西市吉高（2015年7月）

千葉県道406号八千代印旛栄自転車道線（ちばけんどう406ごう やちよいんばさかえじてんしゃどうせん）は、千葉県八千代市から印旛郡栄町に至る一般県道として認定された自転車道である。全長27km。通称印旛沼自転車道（いんばぬまじてんしゃどう）とよばれる。

## 概要
大規模自転車道の一路線。印旛沼に沿っている。印旛放水路沿いの新川遊歩道（八千代市阿宗橋〜同市大和田排水機場）と一体化しており、大和田排水機場〜弁天橋間の、一般車両が通行可能な河川管理用通路を挟んで、花見川サイクリングロード（千葉市弁天橋〜同市稲毛海浜公園）まで全長45km超の関東有数のサイクリングロード・遊歩道の一部となっている。

### 路線データ
- 起点：八千代市保品[1]（阿宗橋南詰、千葉県道263号八千代宗像線交点）
- 終点：印旛郡栄町和田[1]（富士見橋西詰、国道356号交点）
- 総延長：*.* km（千葉土木事務所管内：*.* km、印旛土木事務所管内：*.* km）
- 重用延長：*.* km（千葉土木事務所管内：*.* km、印旛土木事務所管内：*.* km）
- 実延長：*.* km（千葉土木事務所管内：0.887 km[3]、印旛土木事務所管内：*.* km）

## 道路施設
- 双子橋（印旛捷水路、印西市山田干拓一区 - 同市瀬戸）

## 地理

### 通過する自治体
- 千葉県
  - 八千代市
  - 佐倉市
  - 印西市
  - 印旛郡栄町

### 交差する道路
- 千葉県道263号八千代宗像線 - 八千代市保品（阿宗橋南詰、起点）
- 千葉県道64号千葉臼井印西線 - 佐倉市臼井田（船戸大橋南詰）
- 千葉県道65号佐倉印西線 - 印西市瀬戸（山田橋西詰）
- 国道464号 - 印西市吉高（甚兵衛大橋西詰）
- 千葉県道12号鎌ヶ谷本埜線 - 印西市安食卜杭 ※一部重複
- 国道356号 - 印西市安食卜杭（長門橋）
- 国道356号別線 - 印旛郡栄町和田（富士見橋西詰、終点）

### 沿線
- 印旛沼
  - 新川
  - 印旛捷水路
- 長門川
- 佐倉ふるさと広場（佐倉市臼井田）
- 千葉県立印旛手賀自然公園（佐倉市飯野町）
- 双子公園（印西市山田干拓一区）[4]